# Слобода (Петриковский район, посёлок)
Слобода (бел. Слабада; до 2013 г. — Слободский) — посёлок в Муляровском сельсовете Петриковского района Гомельской области Беларуси.

## География

### Расположение
В 8 км на север от Петрикова, 4 км от железнодорожной станции Муляровка (на линии Лунинец — Калинковичи), 182 км от Гомеля.

### Гидрография
На реке Бобрик (приток реки Припять).

## Топонимика
Решением Петриковского районного Совета депутатов от 24 июня 2013 года № 155 "О переименовании сельских населённых пунктов Муляровского сельсовета Петриковского района" посёлок Слободский переименован в посёлок Слобода.

## Транспортная сеть
Транспортные связи по просёлочной, затем автомобильной дороге Лунинец — Гомель. Планировка состоит из короткой дугообразной широтной улицы, застроенной двусторонне деревянными усадьбами.

## История
Основан в начале 1920-х годов переселенцами из соседних деревень на бывших помещичьих землях. В 1931 году организован колхоз. Во время Великой Отечественной войны 50 жителей погибли на фронте. Согласно переписи 1959 года в составе колхоза «Красный строитель» (центр — деревня Слобода).

## Население

### Численность
- 2004 год — 28 хозяйств, 68 жителей.

### Динамика
- 1959 год — 203 жителя (согласно переписи).
- 2004 год — 28 хозяйств, 68 жителей.